# Campionat del Món de cursa a l'americana masculí
El Campionat del món de madison masculí és el campionat del món de Madison organitzat anualment per l'UCI, dins els Campionats del Món de Ciclisme en pista.
Se celebra des de 1995, i el balear Joan Llaneras, el francès Morgan Kneisky, l'anglès Mark Cavendish i el danès Michael Mørkøv amb 3 victòries, són els que tenen més títols.

## Pòdiums dels Guanyadors
| Proves | Or                                               | Plata                                                  | Bronze                                               |
| 1995   | Itàlia · Silvio Martinello · Marco Villa         | Argentina · Gabriel Curuchet · Juan Esteban Curuchet   | Suïssa · Kurt Betschart · Bruno Risi                 |
| 1996   | Itàlia · Silvio Martinello · Marco Villa         | Austràlia · Scott McGrory · Stephen Pate               | Alemanya · Andreas Kappes · Carsten Wolf             |
| 1997   | Espanya · Joan Llaneras · Miquel Alzamora        | Itàlia · Silvio Martinello · Marco Villa               | Argentina · Gabriel Curuchet · Juan Esteban Curuchet |
| 1998   | Bèlgica · Etienne De Wilde · Matthew Gilmore     | Itàlia · Silvio Martinello · Andrea Collinelli         | Alemanya · Andreas Kappes · Stefan Steinweg          |
| 1999   | Espanya · Joan Llaneras · Isaac Gálvez           | Dinamarca · Jimmi Madsen · Jakob Piil                  | Alemanya · Andreas Kappes · Olaf Pollack             |
| 2000   | Alemanya · Eric Weispfennig · Stefan Steinweg    | Espanya · Joan Llaneras · Isaac Gálvez                 | Argentina · Edgardo Simón · Juan Esteban Curuchet    |
| 2001   | França · Jérôme Neuville · Robert Sassone        | Espanya · Joan Llaneras · Isaac Gálvez                 | Argentina · Gabriel Curuchet · Juan Esteban Curuchet |
| 2002   | França · Jérôme Neuville · Franck Perque         | Àustria · Roland Garber · Franz Stocher                | Argentina · Edgardo Simón · Juan Esteban Curuchet    |
| 2003   | Suïssa · Bruno Risi · Franco Marvulli            | Nova Zelanda · Gregory Henderson · Hayden Roulston     | Argentina · Juan Esteban Curuchet · Walter Pérez     |
| 2004   | Argentina · Juan Esteban Curuchet · Walter Pérez | Suïssa · Bruno Risi · Franco Marvulli                  | Països Baixos · Robert Slippens · Danny Stam         |
| 2005   | Regne Unit · Mark Cavendish · Robert Hayles      | Països Baixos · Robert Slippens · Danny Stam           | Bèlgica · Matthew Gilmore · Iljo Keisse              |
| 2006   | Espanya · Isaac Gálvez · Joan Llaneras           | Ucraïna · Lyubomyr Polatayko · Volodímir Ribin         | Argentina · Juan Esteban Curuchet · Walter Pérez     |
| 2007   | Suïssa · Bruno Risi · Franco Marvulli            | Països Baixos · Peter Schep · Danny Stam               | Txèquia · Alois Kaňkovský · Petr Lazar               |
| 2008   | Regne Unit · Mark Cavendish · Bradley Wiggins    | Alemanya · Roger Kluge · Olaf Pollack                  | Dinamarca · Michael Mørkøv · Alex Rasmussen          |
| 2009   | Dinamarca · Michael Mørkøv · Alex Rasmussen      | Austràlia · Leigh Howard · Cameron Meyer               | Txèquia · Martin Bláha · Jiří Hochmann               |
| 2010   | Austràlia · Leigh Howard · Cameron Meyer         | França · Christophe Riblon · Morgan Kneisky            | Bèlgica · Ingmar De Poortere · Steve Schets          |
| 2011   | Austràlia · Leigh Howard · Cameron Meyer         | Txèquia · Martin Bláha · Jiří Hochmann                 | Països Baixos · Theo Bos · Peter Schep               |
| 2012   | Bèlgica · Kenny De Ketele · Gijs Van Hoecke      | Regne Unit · Ben Swift · Geraint Thomas                | Austràlia · Leigh Howard · Cameron Meyer             |
| 2013   | França · Vivien Brisse · Morgan Kneisky          | Espanya · David Muntaner · Albert Torres               | Alemanya · Henning Bommel · Theo Reinhardt           |
| 2014   | Espanya · David Muntaner · Albert Torres         | Txèquia · Martin Bláha · Vojtech Hacecky               | Suïssa · Stefan Küng · Thery Schir                   |
| 2015   | França · Bryan Coquard · Morgan Kneisky          | Itàlia · Elia Viviani · Marco Coledan                  | Bèlgica · Otto Vergaerde · Jasper De Buyst           |
| 2016   | Regne Unit · Mark Cavendish · Bradley Wiggins    | França · Morgan Kneisky · Benjamin Thomas              | Espanya · Sebastián Mora · Albert Torres             |
| 2017   | França · Morgan Kneisky · Benjamin Thomas ·      | Austràlia · Cameron Meyer · Callum Scotson ·           | Bèlgica · Moreno De Pauw · Kenny De Ketele ·         |
| 2018   | Alemanya · Roger Kluge · Theo Reinhardt ·        | Espanya · Albert Torres · Sebastián Mora ·             | Austràlia · Cameron Meyer · Callum Scotson ·         |
| 2019   | Alemanya · Roger Kluge · Theo Reinhardt ·        | Dinamarca · Lasse Norman Hansen · Casper von Folsach · | Bèlgica · Kenny De Ketele · Robbe Ghys ·             |